# Gösta Åsbrink
Karl Gösta (Gösta) Åsbrink (Stockholm, 18 november 1881 - Stockholm, 19 april 1966) was een Zweeds turner en moderne vijfkamper.
Åsbrink won met de Zweedse ploeg de landenwedstrijd turnen tijdens de Olympische Zomerspelen 1908. Vier jaar later tijdens de Olympische Zomerspelen 1912 won Åsbrink de zilveren medaille op het nieuwe onderdeel moderne vijfkamp.

## Olympische Zomerspelen
| Jaar | Plaats    | Resultaten                   |
| ---- | --------- | ---------------------------- |
| 1908 | Londen    | team turnen                  |
| 1912 | Stockholm | individueel moderne vijfkamp |